# صحيفة الرياضية
صحيفة الرياضية هي صحيفة سعودية يومية انطلقت في كانون الثاني (يناير) عام 1987 في الرياض تختص بالرياضة السعودية التي تشمل رياضة كرة القدم والألعاب الرياضية الأخرى، كما تكتب تقارير عن لقاءات مع مسؤولي الرياضة كرؤوساء الأندية ورئيس اتحاد الكرة وغيرهم، أما قسم الأخبار فهي تقسم إلى قسمين هما الأخبار الرياضة المحلية والأخبار الرياضة العالمية، وهي تصدر عن الشركة السعودية للأبحاث والنشر.

## معرض الصور

غلاف الصحيفة بتاريخ 7 أكتوبر 2016

## روابط إضافية
- موقع الإلكتروني